# Jonathan Morsay
 (décembre 2017).
Si vous disposez d'ouvrages ou d'articles de référence ou si vous connaissez des sites web de qualité traitant du thème abordé ici, merci de compléter l'article en donnant les références utiles à sa vérifiabilité et en les liant à la section « Notes et références ».
Jonathan Morsay, né le 5 octobre 1997 à Sundsvall, est un footballeur international sierraléonais. Il évolue au poste d'ailier gauche au Panetolikós FC.

## Biographie
La carrière de Morsay commence à Kubikenborg, une banlieue au sud-est de Sundsvall, puis s'est poursuivie avec l'équipe de jeunes du GIF Sundsvall, l'équipe principale de la région. 
Il fait ses débuts en championnat d'Allsvenskan le 15 octobre 2016, lorsqu'il remplace Sebastian Rajalakso en deuxième mi-temps du match Falkenbergs FF-GIF Sundsvall. Trois jours plus tard, il signe un contrat de deux ans et se joint aux professionnels. La saison suivante, Morsay signe un nouveau renouvellement avec le GIF Sundsvall valable jusqu'en 2020.